# Гај Ричи
Гај Стјуарт Ричи (енгл. Guy Stuart Ritchie; 10. септембар 1968) британски је режисер, продуцент и сценариста.

## Приватни живот
Дана 22. децембра 2000. Ричи је оженио поп певачицу и глумицу Мадону у Скибо Каслу, Шкотска. Имају сина Рока, рођеног 11. августа 2000. у Лос Анђелесу, и усвојеног дечака Дејвида из Малавија. 15. октобра 2008. британски медији су јавили да је дошло до разлаза између Мадоне и Ричија. То су потврдили и њихови портпароли, а Мадона и Ричи су јавности саопштили да је до разлаза дошло због тога што „више нису могли поднети да живе заједно претварајући се“.
Дана 18. маја 2000. Ричи је ухапшен након што је напао 20-годишњег мушкарца у близини куће у Кенсингтону, коју је делио са тадашњом супругом, наносећи му телесне повреде.
Дана 15. децембра 2008. од Мадониног портпарола је саопштено да се она слаже са разводом од Ричија, те му даје између 50 и 60 милиона фунти, цифру која укључује вредност паба у Лондону и Ashcombe Park у Енглеској.

## Филмографија
| Год. | Назив                      |
| ---- | -------------------------- |
| 1995 |                            |
| 1998 | Две чађаве двоцевке        |
| 2000 | Снеч                       |
| 2001 |                            |
| 2002 |                            |
| 2005 | Револвер                   |
| 2007 | Сумња                      |
| 2008 | Рокенрола                  |
| 2009 | Шерлок Холмс               |
| 2011 | Шерлок Холмс: Игра сенки   |
| 2015 | Шифра U.N.C.L.E.           |
| 2017 | Краљ Артур: Легенда о мачу |
| 2019 | Аладин                     |
| 2019 | Господа                    |
| 2021 | Дани гнева                 |